# Userbar

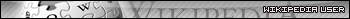
Przykładowy userbar w skali 1:1

Userbar – mała grafika w kształcie wydłużonego poziomo prostokąta, przeznaczona do użycia jako sygnaturka na forach dyskusyjnych, zwykle określająca zainteresowania użytkownika. 
Grafika ta zwykle przedstawia podstawowe informacje o użytkowniku, takie jak zainteresowania, jego ulubione gry i kluby sportowe, jakie ma poglądy albo jakich aplikacji używa. Wiele witryn internetowych udostępnia swoje userbary, głównie w celach marketingowych i budowania własnej społeczności użytkowników. 
Rozpowszechnienie userbarów i programów do ich generowania spowodowało ujednolicenie parametrów grafiki:
- Zwykle userbar ma rozmiar 350 × 19 pikseli lub (rzadziej) 150 × 19 pikseli i czarną obwódkę o szerokości 1 piksela.
- Składa się z grafiki związanej z zainteresowaniami np. prezentującej logo programu czy postać z gry.
- Posiada tekst złożony fontem bitmapowym – standardem jest tutaj Visitor TT2 BRK w kolorze białym o rozmiarze 13 pikseli z czarną obwódką o grubości 1 piksela – określający zainteresowania.
- Używa rozświetlenia górnego brzegu userbara półelipsą tworzącą efekt szkła.